# Fluor-Schörl
Das Mineral Fluor-Schörl ist ein recht häufiges Ringsilikat aus der Turmalingruppe mit der idealisierten chemischen Zusammensetzung NaFe2+3Al6(Si6O18)(BO3)3(OH)3F.
Anhand äußerer Kennzeichen ist Fluor-Schörl nicht von anderen schwarzen Turmalinen wie Schörl, Oxy-Schörl, Luinait-(OH) oder eisenreichen Dravit zu unterscheiden. Sie kristallisieren mit trigonaler Symmetrie und bilden schwarze, oft gut ausgebildete, prismatische Kristalle von wenigen cm Größe. Die Prismenflächen zeigen oft eine deutliche Streifung in Längsrichtung. Im Dünnschliff zeigen sie einen sehr starken Pleochroismus von blass gelblich braun oder graubraun nach intensiv graubraun, braun oder blau. Wie alle Minerale der Turmalingruppe sind sie stark pyroelektrisch und piezoelektrisch.
Typlokalitäten sind die Seifen in Flusssedimenten des Steinbergs südlich Zschorlau im Erzgebirgskreis, Sachsen sowie der Pegmatit im Wipptal (Alta Vall'Isarco) in der Fraktion Grasstein der Gemeinde Franzensfeste in Südtirol (Italien).

## Etymologie und Geschichte
Der erste Nachweis von Fluor (F) in schwarzen Turmalinen gelang Carl Rammelsberg bereits 1850 bei der Untersuchung mehrerer schwarzer Turmaline verschiedener Herkunft. Erst rund 160 Jahre später wurde das Fluor-Äquivalent von Schörl mit dem abgeleiteten Namen Fluor-Schörl als eigenständiges Mineral von der International Mineralogical Association (IMA) anerkannt. Vorausgegangen waren detaillierte Beschreibungen fluorreicher Schörle aus Mähren in Tschechien und Südtirol in Italien. Eine vollständige Beschreibung des Fluor-Schörls aus den Typlokalitäten Steinberg (Sachsen) und Grasstein (Südtirol) gibt die Arbeitsgruppe um Andreas Ertl, Uwe Kolitsch im Jahr 2016.

## Klassifikation
In der strukturellen Klassifikation der International Mineralogical Association (IMA) gehört Fluor-Schörl zusammen mit Schörl, Dravit, Fluor-Dravit, Tsilaisit, Fluor-Tsilaisit, Chrom-Dravit und Vanadium-Dravit zur Alkali-Untergruppe 1 der Alkaligruppe in der Turmalinobergruppe.
Da der Fluor-Schörl erst 2010 als eigenständiges Mineral anerkannt wurde, ist er in der seit 1977 veralteten 8. Auflage der Mineralsystematik nach Strunz noch nicht verzeichnet. Einzig im Lapis-Mineralienverzeichnis nach Stefan Weiß, das sich aus Rücksicht auf private Sammler und institutionelle Sammlungen noch nach dieser alten Form der Systematik von Karl Hugo Strunz richtet, erhielt das Mineral die System- und Mineral-Nummer VIII/E.19-45. In der „Lapis-Systematik“ entspricht dies der Klasse der „Silikate und Germanate“ und dort der Abteilung der „Ringsilikate“, wobei in den Gruppen VIII/E.12 bis VIII/E.21 die Ringsilikate mit Sechserringen [Si6O18]12− eingeordnet sind. Fluor-Schörl bildet hier zusammen mit Adachiit, Bosiit, Chromdravit (heute Chrom-Dravit), Chromo-Aluminopovondrait (heute Chromo-Alumino-Povondrait), Darrellhenryit, Dravit, Elbait, Feruvit, Fluor-Buergerit, Fluor-Dravit, Fluor-Elbait, Fluor-Liddicoatit, Fluor-Tsilaisit, Fluor-Uvit, Foitit, Lucchesiit, Luinait-(OH) (heute diskreditiert), Magnesiofoitit, Maruyamait, Oxy-Chromdravit (heute Oxy-Chrom-Dravit), Oxy-Dravit, Oxy-Foitit,  Oxy-Schörl, Oxy-Vanadiumdravit (heute Oxy-Vanadium-Dravit), Rossmanit, Schörl, Olenit, Povondrait, Tsilaisit, Uvit, Vanadio-Oxy-Chromdravit (heute Vanadio-Oxy-Chrom-Dravit) und Vanadio-Oxy-Dravit die „Turmalin-Gruppe“ (Stand 2018).
Die seit 2001 gültige und von der IMA zuletzt 2009 aktualisierte 9. Auflage der Strunz’schen Mineralsystematik führt den Fluor-Schörl noch als hypothetisches Endglied in der Klasse der „Silikate und Germanate“ und dort in der Abteilung der „Ringsilikate (Cyclosilikate)“ auf. Diese ist weiter unterteilt nach der Größe, Verknüpfung und Verzweigung der Silikatringe, so dass das Mineral entsprechend seinem Aufbau in der Unterabteilung „[Si6O18]12−-Sechser-Einfachringe mit inselartigen, komplexen Anionen“ zu finden ist, wo es zusammen mit den ebenfalls noch als hypothetische Endglieder zählenden Ferri-Feruvit, Ferri-Uvit, Fluor-Chromdravit, Fluor-Dravit, Fluor-Elbait, Fluor-Foitit, Fluor-Mg-Foitit, Fluor-Olenit, Fluor-Rossmanit, Hydroxy-Buergerit (heute Buergerit), Hydroxy-Feruvit (heute Feruvit), Hydroxy-Liddicoatit (heute Liddicoatit), Hydroxy-Uvit (heute Uvit), Oxy-Chromdravit (heute Oxy-Chrom-Dravit), Oxy-Dravit, Oxy-Elbait (heute Darrellhenryit), Oxy-Ferri-Foitit, Oxy-Feruvit (heute Lucchesiit), Oxy-Foitit, Oxy-Liddicoatit, Oxy-Mg-Ferri-Foitit, Oxy-Mg-Foitit, Oxy-Rossmanit, Oxy-Schörl, Oxy-Uvit (heute Magnesio-Lucchesiit) zur „Turmalingruppe“ mit der System-Nr. 9.CK.05 gezählt wird.
Die vorwiegend im englischen Sprachraum gebräuchliche Systematik der Minerale nach Dana ordnet den Fluor-Schörl in die Klasse der „Silikate und Germanate“ und dort in die Abteilung der „Ringsilikate: Sechserringe“ ein. Hier ist er zusammen mit Dravit, Schörl, Chromdravit und Vanadiumdravit in der „Schörl-Untergruppe“ mit der System-Nr. 61.03e.01 innerhalb der Unterabteilung „Ringsilikate: Sechserringe mit Boratgruppen (Natriumhaltige Turmalin-Untergruppe)“ zu finden.

## Chemismus
Fluor-Schörl ist das Fluor-Analog von Schörl bzw. das Eisen (Fe2+)- Analog von Fluor-Dravit und hat die idealisierte Zusammensetzung [X]Na[Y]Fe2+3[Z]Al6([T]Si6O18)(BO3)3[V](OH)3[W]F, wobei [X], [Y], [Z], [T], [V] und [W] die Positionen in der Turmalinstruktur sind. Natürliche Schörle sind komplexe Mischkristalle mit variablen Gehalten der leichten Elemente Wasserstoff (H), Lithium (Li) und Bor (B) und enthalten neben verschiedenen weiteren Elementen fast immer auch dreiwertiges Eisen. Vollständige chemische Analysen erfordern daher eine Kombination verschiedener, aufwendiger Analysemethoden und werden selten durchgeführt. Für den Fluor-Schörl aus den Typlokalitäten wurde folgende Strukturformel ermittelt:
- Zschorlau: [X](Na0,82◻0,16K0,01Ca0,01) [Y](Fe2+2,30Al0,38Mg0,23Mn0,02Li0,03Zn0,01◻0,03) [Z](Al5,80Fe3+0,10Ti4+0,10) [T](Si5,81Al0,19)O18(BO3)3[V](OH)3 [W][F0,66(OH)0,34]
- Grasstein: [X](Na0,78◻0,21K0,01) [Y](Fe2+1,89Al0,58Fe3+0,13Mg0,02Mn0,13Ti4+0,02Zn0,02◻0,21) [Z](Al5,74Fe3+0,26) [T](Si5,90Al0,10)O18(BO3)3[V](OH)3 [W][F0,76(OH)0,24]

Fluor-Schörl bildet eine lückenlose Mischkristallreihe mit Schörl entsprechend der Austauschreaktion
- [W]F = [W](OH) (Schörl).[5]

## Kristallstruktur
Fluor-Schörl kristallisiert mit trigonaler Symmetrie in der Raumgruppe R3m (Raumgruppen-Nr. 160) mit 3 Formeleinheiten pro Elementarzelle. Die Gitterparameter des natürlichen Mischkristalls aus Zschorlau sind: a = 16,005(2) Å, c = 7,176(2) Å.
Die Kristallstruktur ist die von Turmalin. Natrium besetzt die von 9 bis 10 Sauerstoffen umgebene X-Position, Eisen (Fe2+) die oktaedrisch koordinierte [Y]-Position, Aluminium (Al3+) die kleinere, ebenfalls oktaedrisch koordinierte [Z]-Position, Silizium (Si4+) die tetraedrisch koordinierte [T]-Position und Fluor (F−) ersetzt eine OH-Gruppe auf der [W]-Position.

## Bildung und Fundorte
Fluor-Schörl bildet sich pneumatolytisch in granitischen Pegmatiten. Obwohl Fluor-Schörl bisher nur an wenigen Fundorten zweifelsfrei identifiziert wurde, kann davon ausgegangen werden, dass dieser Turmalin recht verbreitet ist. Die höchsten Fluorgehalte weisen Schörle auf, die zusammen mit Fluorit auftreten.
In der Typlokalität Grasstein westlich von Mittenwald in Südtirol, Italien tritt Fluor-Schörl im Pegmatit im Wipptal auf, der mit dem Brixner Granit assoziiert ist. Kleine Quarzgänge in diesen Pegmatit führen prismatische, bräunliche bis blaugraue Fluor-Schörl-Kristalle von wenigen Millimetern Länge. Zusammen mit der pneumatolytischen Bildung von Turmalin kristallisierten auch Fluorit, Axinit, Epidot, Pyrrhotin, Molybdänit, Galenit, Chalkopyrit und Pyrit.
In der zweiten Typlokalität, Schwermineralseifen in Flusssedimenten nahe Am Steinberg bei Zschorlau im Erzgebirge, Sachsen, tritt Fluor-Schörl zusammen mit Quarz, Biotit, Albit, Orthoklas, Schörl, Apatit, Beryll, Kassiterit und Wolframit auf. Auch hier wird eine pneumatolytische Bildung in Pegmatiten der regionalen Granite angenommen.